# شركة جنوب الدلتا لتوزيع الكهرباء
شركة جنوب الدلتا لتوزيع الكهرباء، هي شركة حكومية لإنتاج الكهرباء، وتابعة للشركة القابضة لكهرباء مصر. 

## الإنتاج
يبلغ إجمالي سعة التحويل 2788.90 ميجافولت أمبير وإجمالي الطاقة المتوقع شراؤها خلال السنة 7139 مليون ك.و.س.